# Almirante Latorre (1913)
Almirante Latorre – okręt liniowy w służbie marynarki chilijskiej w latach 1921–1958 (w latach I wojny światowej – 1915-1919 – w służbie marynarki brytyjskiej jako HMS „Canada”). „Almirante Latorre” był najpotężniejszym w historii okrętem wojennym tej klasy w służbie państw Ameryki Łacińskiej.

## Zamówienie i budowa
Na początku XX wieku w związku z poprawą sytuacji gospodarczej nastąpiła eskalacja zbrojeń w najbogatszych państwach Ameryki Południowej. Dotyczyła ona także rozbudowy floty. Przodowały w tej materii trzy najważniejsza południowoamerykańskie państwa: Argentyna, Brazylia i Chile (tzw. ABC Ameryki Południowej).
Niemal równocześnie zamówienia na budowę okrętów liniowych złożyły Argentyna (pancerniki „Rivadavia” i „Moreno” – w stoczniach amerykańskich), Brazylia (pancernik „Rio de Janeiro” – w stoczniach brytyjskich) oraz Chile (dwa pancerniki stanowiące modyfikację typu Iron Duke – w stoczniach brytyjskich).
Zamówienie na pancernik „Varparaiso” (późniejszy „Almirante Latorre”) złożono w 1910 roku w brytyjskiej stoczni Armstrong-Whitworth. Konstrukcja okrętu oparta była na brytyjskim typie pancerników Iron Duke. Wprowadzono jednak pewne modyfikacje, mające na celu głównie wzmocnienie siły ognia. W artylerii głównej zdecydowano się na działa kalibru 14 cali (356 mm) w miejsce 13,5 cala, typowej dla typu Iron Duke. Decyzję taką podjęto pod wpływem informacji, że pancerniki amerykańskie „New York”, „Texas” oraz japońskie „Kongō” i „Hiei” będą wyposażone w działa 14-calowe.
W artylerii średniej zamiast 22 dział 4,7 cala (120 mm) zamontowano 12 dział 6-calowych (152 mm), przy czym początkowo dział 6-calowych miało być 16, a redukcja ich liczby była wynikiem problemów technicznych.
Stępkę pod pancernik położono 27 listopada 1911 r. Budowa okrętu przeciągała się, lecz wodowanie kadłuba nastąpiło 27 listopada 1913 r. W chwili wybuchu I wojny światowej okręt był w stanie niedokończonym.

## Służba w marynarce brytyjskiej
Wkrótce po wybuchu I wojny światowej rząd brytyjski odkupił od Chile niewykończony pancernik. Prace konstrukcyjno-wykończeniowe zostały w następnym zakończone, a okręt wcielono do służby pod banderą brytyjską jako HMS „Canada”.
Pancernik włączono do czwartej eskadry brytyjskiej Grand Fleet. W czasie bitwy jutlandzkiej w 1916 roku okręt wchodził w skład III dywizjonu eskadry składającego się z pancerników HMS „Canada”, HMS „Iron Duke”, HMS „Royal Oak”, HMS „Superb”. W bitwie tej okręt oddał 44 strzały artylerii głównej; nie odniósł wtedy żadnych uszkodzeń.
Po wojnie okręt trafił do stoczni Devonport, w której w latach 1919–1920 przeprowadzono remont i modernizację.

## W służbie marynarki chilijskiej
Po zakończeniu remontu pancernik przekazano marynarce chilijskiej za cenę 1 miliona funtów, co stanowiło około połowę ceny uzgodnionej przed wojną przez obydwie strony. Remont i modernizacja przeprowadzone jeszcze przed transakcją w latach 1919–1920 pozwoliły na przedłużenie służby okrętu do 1958 roku.
Pływając pod banderą chilijską, „Almirante Latorre” stanowił w okresie międzywojennym najpotężniejszy okręt wojenny będący w dyspozycji jakiegokolwiek państwa latynoamerykańskiego. Nad argentyńskimi pancernikami „Rivadavia” i „Moreno”, a także nad dwoma pancernikami brazylijskimi „Minas Gerais” i „São Paulo” posiadał „Almirante Latorre” znaczną przewagę zarówno w wyporności, jak i w artylerii głównej, posiadając jako jedyny działa 14-calowe (356 mm), podczas gdy potencjalni przeciwnicy południowoamerykańscy dysponowali działami 12-calowymi (305 mm).
Zdaniem dowództwa marynarki chilijskiej przybycie „Almirante Latorre” do Chile w 1921 roku zrównoważyło układ sił morskich wokół kontynentu południowoamerykańskiego. W przeciwieństwie bowiem do Argentyny dysponującej dwoma pancernikami i Brazylii dysponującej również dwoma pancernikami Chile nie posiadało dotąd okrętów tej klasy.
W 1930 roku niektóre elementy okrętu poddano modernizacji w brytyjskiej stoczni Davenport. Okręt przystosowano do obsługi hydroplanów. Zamontowano 1 katapultę parową służącą do wystrzeliwania hydroplanu Fairey III F.
W okresie międzywojennym w przeciwieństwie do pancerników argentyńskich, a zwłaszcza brazylijskich „Almirante Latorre” utrzymywany był w dobrym stanie technicznym. Z tego między innymi powodu pancernik cieszył się dużym respektem na polu międzynarodowym.
W latach dwudziestych i trzydziestych iberoamerykańskie siły morskie obejmujące między innymi 5 pancerników mogłyby, działając razem, stanowić znaczną siłę bojową i zmieniać na ich korzyść układ sił w rejonie południowego Atlantyku i południowo-wschodniego Pacyfiku. Jednakże wzajemne antagonizmy państw południowoamerykańskich powodowały, że ich floty skierowane były raczej przeciw sobie, niż przeciw potencjalnemu zewnętrznemu wrogowi.
Utrzymywanie wielkiego okrętu flagowego stanowiło poważne obciążenie dla budżetu Republiki Chile. W 1931 roku na pancerniku doszło do buntu załogi spowodowanego drastycznym obcięciem żołdu. Do stłumienia buntu użyto między innymi lotnictwa chilijskiego, które zaatakowało zbuntowany okręt. W wyniku ataków z powietrza pancernik został trafiony jedną bombą. Nie spowodowała ona dużych zniszczeń, a jej znaczenie było głównie psychologiczne i przyczyniło się w sposób istotny do stłumienia buntu.
Poczynając od 1935 roku, pancernik pozostawał de facto w rezerwie z powodu ogromnych kosztów jego utrzymania w pełnej gotowości bojowej.
Po japońskim ataku na Pearl Harbor i zniszczeniu większości pancerników amerykańskiej Floty Pacyfiku, Stany Zjednoczone zamierzały odkupić okręt. Do transakcji jednak nie doszło. Jedną z przyczyn były obawy, że Argentyna, a tym samym jej flota, pozbawiona potencjalnego przeciwnika, jakim było Chile ze swoim pancernikiem flagowym „Almirante Latorre”, może przyłączyć się do państw osi, biorąc pod uwagę, że ówczesne władze Argentyny popierały państwa faszystowskie.
Po II wojnie światowej znaczenie pancerników drastycznie zmalało, minęła już bowiem epoka tych wielkich okrętów, stanowiących kiedyś dumę najpotężniejszych flot.
W latach pięćdziesiątych z powodu braku modernizacji stan artylerii głównej pancernika „Almirante Latorre” był kiepski i nie posiadała już ona pierwotnej donośności i skuteczności. Pancerz był przestarzały i pod względem wytrzymałości ustępował pancernikom zwodowanym podczas II wojny światowej.
W 1951 roku w siłowni okrętowej wybuchł pożar. Spowodował on znaczne uszkodzenia wymagające daleko idącej rekonstrukcji. W wyniku uszkodzeń okręt utracił praktycznie zdolność bojową, jednakże dowództwo marynarki chilijskiej nie chciało się początkowo rozstać ze swoim imponującym okrętem flagowym. Był to zresztą obok brytyjskiego krążownika HMS „Caroline” jedyny pływający okręt – uczestnik bitwy jutlandzkiej.
W 1958 roku zdecydowano się na złomowanie okrętu w Japonii. Na prośbę rządu japońskiego władze chilijskie udzieliły zgody na wykorzystanie elementów z „Almirante Latorre” do odbudowy jako pływającego muzeum japońskiego okrętu wojennego „Mikasa” – weterana bitwy pod Cuszimą.
Obecnie znaczna część wyposażenia „Mikasy” pochodzi w rzeczywistości z „Almirante Latorre”.